# 泰泰涅
泰泰涅（法語：Tétaigne，法語發音：[tetɛɲ]）是法国阿登省的一个市镇，属于色当区。

## 地理
泰泰涅（49°39'4"N, 5°7'50"E）面积5.79 平方千米，位于法国大東部大區阿登省，该省份为法国北部内陆省份，西接埃纳省，南至马恩省，东临默兹省，北与比利时接壤。
与泰泰涅接壤的市镇（或旧市镇、城区）包括：布雷维利、卡里尼昂、厄伊和隆比、奥讷、普吕圣雷米、萨希、杜济。

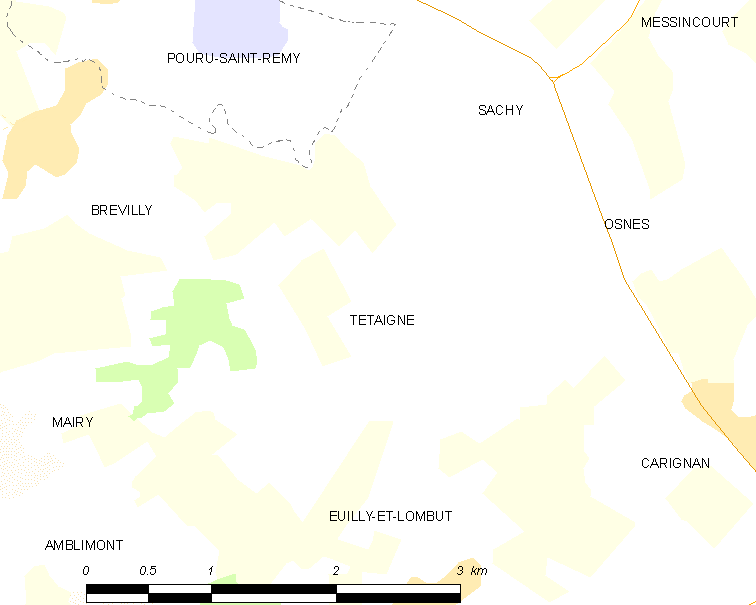
泰泰涅的OSM定位图

泰泰涅的时区为UTC+01:00、UTC+02:00（夏令时）。

## 行政
泰泰涅的邮政编码为08110，INSEE市镇编码为08444。

## 政治
泰泰涅所属的省级选区为卡里尼昂县。

## 人口

1962-2008年间泰泰涅人口变化图示

泰泰涅于2022年1月1日时的人口数量为131人。